# كوكادا
كُكَادة أو (نقحرة: كوكادا) أو كيجه جينيا (بالإسبانية: Cocada أو Queijadinha) هي سكاكر أو حلوى جوز هند تقليدية موجود في أجزاء كثيرة من أمريكا اللاتينية. وهي تحظى بشعبية خاصة في الأرجنتين وبوليفيا والبرازيل وكولومبيا وتشيلي والجمهورية الدومينيكية والمكسيك وفنزويلا. يتم خبزها في الفرن ولكن تُقدم بدرجة حرارة الغرفة لتعطي ملمساً صعب المضغ وناعماً. يتم إعداد الكُكَادة من البيض وجوز الهند المبشور، وهي تأتي بألوان متنوعة بسبب الأستخدم الحديث للألوان الغذائية، ولكن الأنواع التقليدية تأت بلون بني-ذهبي. غالباً ما يتم تزينها باللوز سواء كان كاملاً أو مقطعاً. هنالك المئات من وصفات الكُكَادة من التقليدية القاسية والكرات الحلوة للغاية إلى حلوى الكُكَادة ذات القوام القشدي المشابه للكريم كراميل. يمكن إضافة فواكه أخرى، غالباً ما تكون مجففة إلى الكُكَادة لإحداث تنوع والذي يوفر مجموعة واسعة من ألوان الكُكَادة. تمت الإشارة إلى الكُكَادة في وقت مبكر يعود إلى عام 1878 في البيرو.

## حسب البلد

### المكسيك وكولومبيا والأوروغواي
لا يتم فقط بيع الكُكَادة في كولمبيا والمكسيك كحلوى حرفيين من المتاجر ولكن يتم بيعها أيضاً في الشوارع من السلال وخاصةً على الشواطئ من قبل رجال أو نساء يحملونها على صواني ألمونيوم كبيرة. في الأورغواي يتم بيعها عادةً في المخابز تحت إٍسم «كوكيتوس» (coquitos)، في بعض الأحيان توضع حبة كرز على سطح الكُكَادة وتُغلف بالقطر.

### البرازيل
تُعتبر الكُكَادة في البرازيل من السكاكر التقليدية، نشأت في الشمال الشرقي من البلاد. أحد أنواع الكُكَادة في البرازيل هي «الكُكَادة السوداء» المصنوعة من السكر البني وجوز الهند المحروق قليلاً. في البرازيل يُستخدم المصطلح "rei da cocada preta" والذي يعني «ملك الكُكَادة السوداء» للإشارة إلى الشخص المغرور والمتعالي للغاية بنفسهِ.
الكُكَادة والكيجه جينيا (Queijadinha) ليستا الشيء نفسه. عادةً ما يتم إعداد الكوكاد من جوز الهند والسكر فقط، يُخلطان معاً ثم يتم تشكيل العجينة بشكل كرات، أما الكيجه جينيا فيتم إعدادها مع مكونات أكثر وتأخذ شكلها من القالب الذي توضع فيه. غالباً ما تكون الكُكَادة في البرازيل طويلة ورفيعة وليست مستديرة، وغالباً ما يتم بيعها في الشوارع.

### فنزويلا
في فنزويلا تُسمى هذا الحلوى باسم «كونسيرفا دي كوكو» (conserva de coco)، أما «كُكَادة» فهو اسم مشروب يُحضر من جوز الهند.

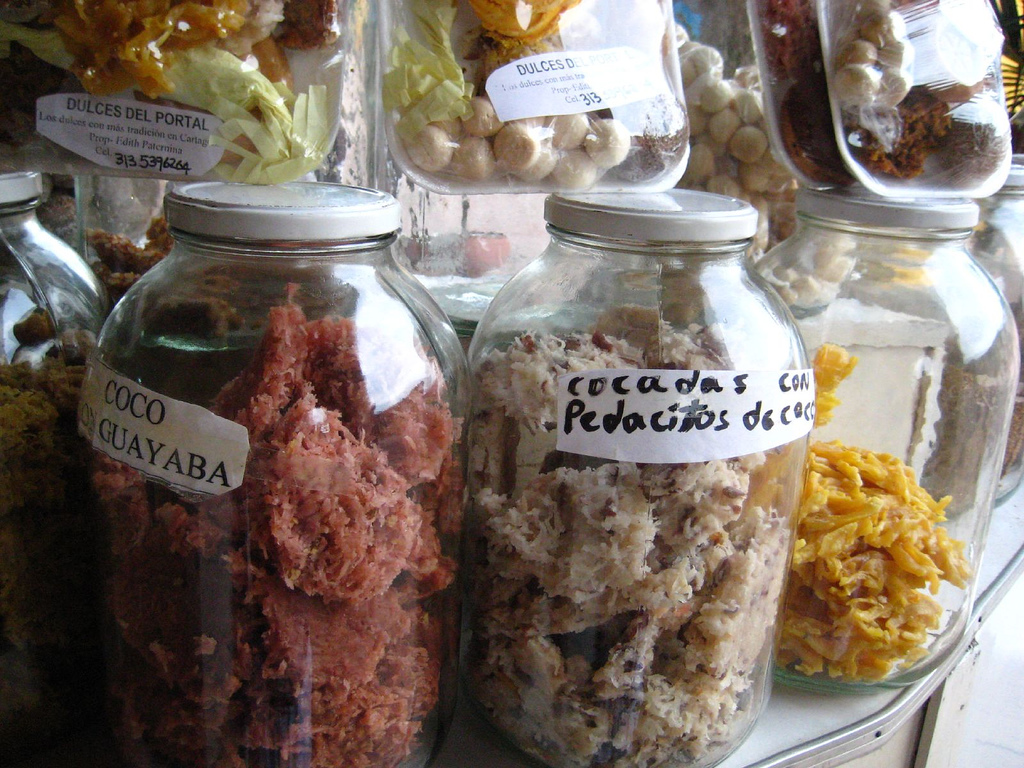
حلوى كوكادا كولمبية داخل جرار.
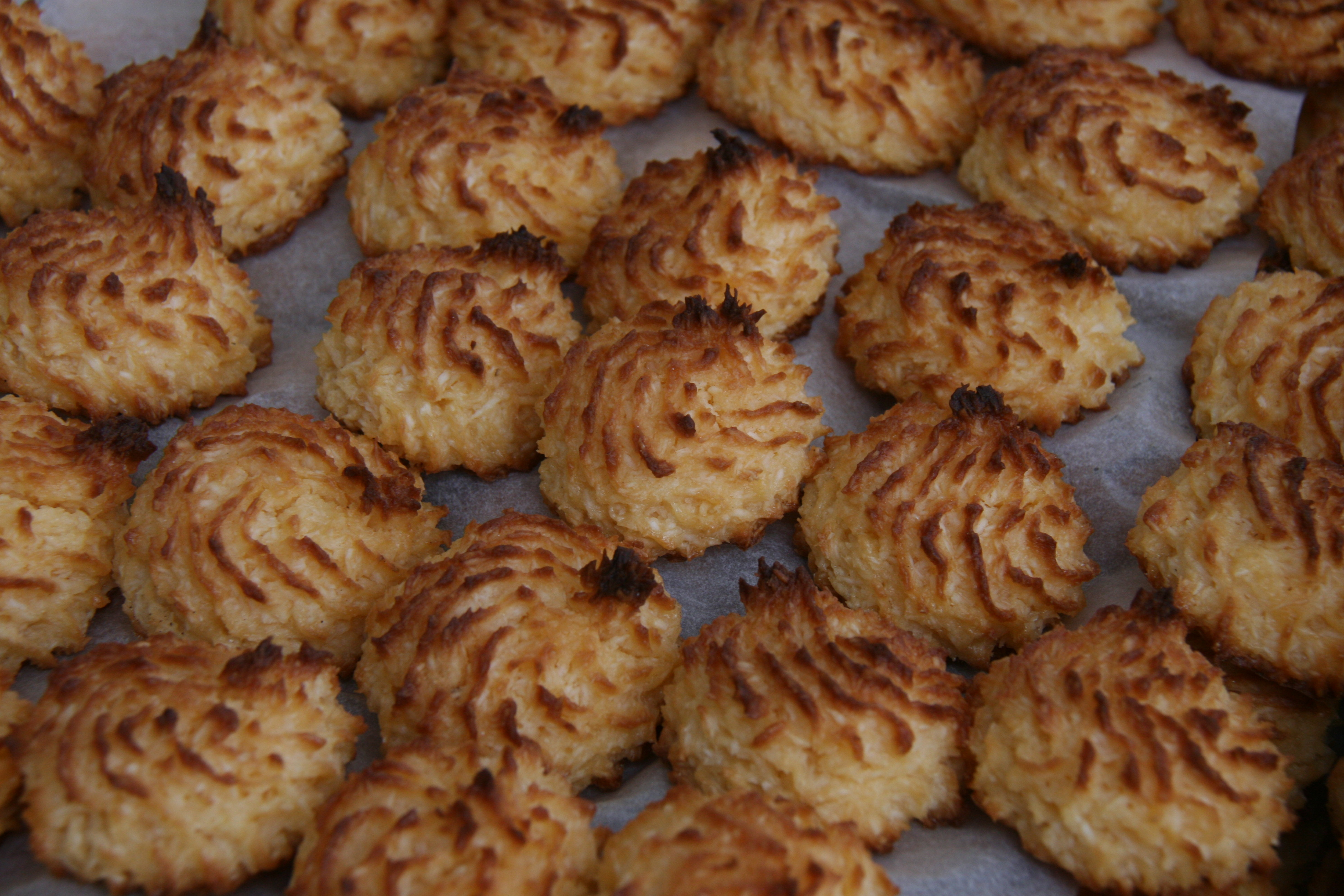
كوكادا تقليدية ذات لون بني-ذهبي.
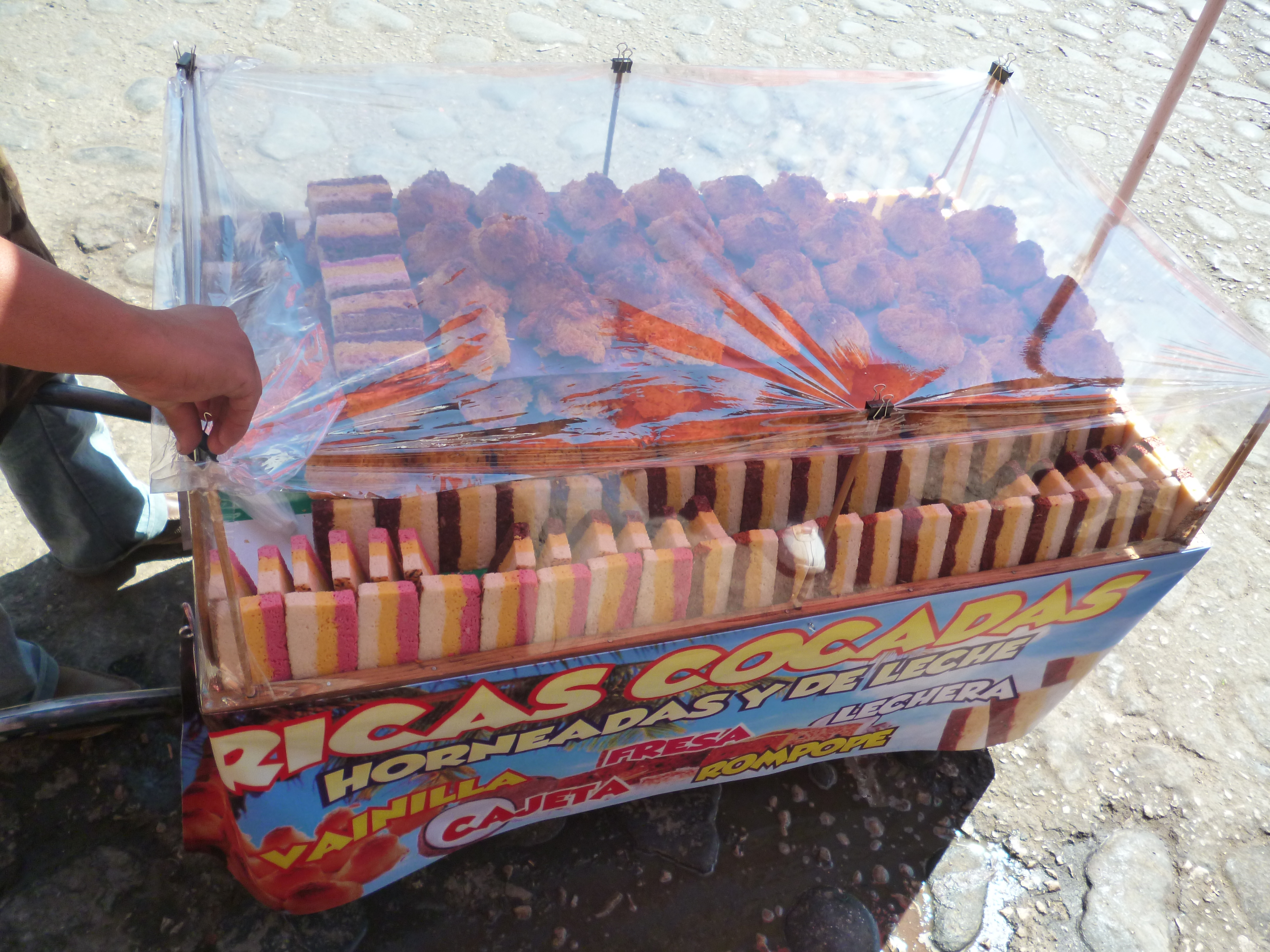
عربة بائع حلوى الكوكادا.